# Zuvanda meyeri
Zuvanda meyeri là một loài thực vật có hoa trong họ Cải. Loài này được (Boiss.) Askerova miêu tả khoa học đầu tiên năm 1985.